# Daisy Geyser

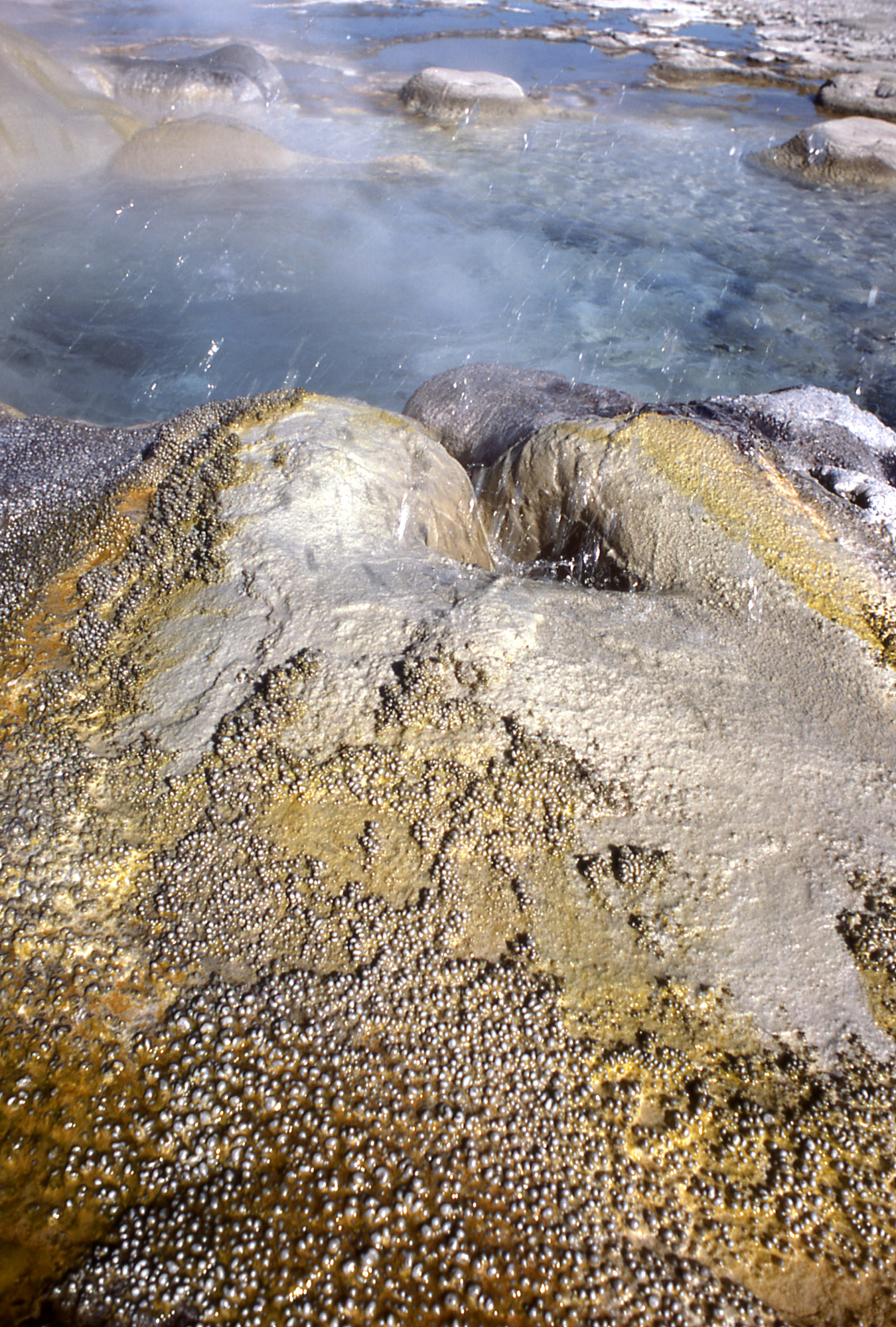
Vue de Daisy entre deux éruptions.

Pour les articles homonymes, voir Daisy.
Daisy Geyser est un geyser de type « cône » situé dans le Upper Geyser Basin dans le parc national de Yellowstone aux États-Unis.
Daisy fait partie du groupe de sources Daisy Group. Sa particularité est l'angle prononcé de son jet d'eau par rapport à la verticale (à 23 mètres). Il entre en éruption toutes les 120 à 200 minutes, voire plus, pendant une durée de 3 à 4 minutes. Il s'agit de l'un des geysers les plus prévisibles du parc. L'intervalle entre ses éruptions peut être temporairement modifié par une éruption de Splendid situé à proximité — dans une moindre mesure, les comportements de Brilliant Pool et Comet Geyser sont influencés par Splendid et Daisy.
Daisy est l'un des geysers du parc dont l'intervalle entre ses éruptions a été perturbé par le tremblement de terre de Denali en 2002 (en), en Alaska. En effet, cet intervalle a rapidement diminué immédiatement après le tremblement de terre, mais est revenu aux intervalles habituels en l'espace de quelques semaines.